# Tapicería de la catedral de Palencia
La tapicería de la catedral de Palencia es un conjunto de tres series de tapices bien diferenciadas que siguen ciclos narrativos distintos, cuyo donante fue el obispo Juan Rodríguez de Fonseca,  adquiridos en los Talleres de Bruselas y en los de Marc-Crétif —que era el tapicero de Francisco I de Francia—, y que tanto su historia como la temática que desarrolla están documentadas y perfectamente descritas.

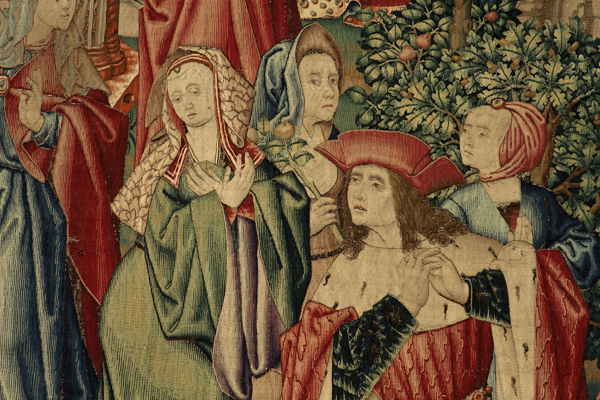
Detalle del paño número 2 de la serie «Vicios y virtudes».

## Tapicería de los Talleres de Bruselas
Es una serie de cuatro tapices con temas bíblicos, aunque el n.º cuatro hay que considerarlo como perteneciente a otro ciclo que se titula Vicios y Virtudes. Fueron realizados entre los años 1505 y 1515, con un tejido combinado de lana y seda y con una urdimbre compuesta de siete hilos por centímetro. Sus dimensiones son de 8,50 × 4,25 m². Pertenecen a la catedral desde 1527. Hay noticia de estos tapices en distintos folios del libro de Actas Capitulares desde 1521 a 1530 y en los inventarios de 1623. En el folio 234 de las Actas se dice que el 25 de enero de 1527 el Cabildo dio un poder al arcediano de Carrión Alonso de Fonseca y al canónigo Gregorio del Castillo para una entrevista con Antonio de Fonseca, Comendador Mayor de Santiago y Contador Mayor de Castilla, para que dicho señor entregue

quatro paños o tapices que mandó a la dicha iglesia el Señor D. Juan Rodríguez de Fonseca

En el folio 241 se habla del poder dado al canónigo Hipólito Delgadillo para recibir del Comendador Mayor de Castilla los referidos tapices. En el folio 245, en abril de 1527 el Deán y el Cabildo de la catedral dan cuenta de haberlos recibido:

... conocieron aver recibido del Señor Ypolito Delgadillo canónigo de la dicha yglesia quatro tapices que mando a la dicha iglesia el señor don Juan de Fonseca, de buena memoria, obispo que fue de Burgos y primero de Palencia, porque el señor Antonio de Fonseca Comendador Mayor de Castilla de Orden de Santiago et Contador Mayor de Castilla y hermano de dicho Señor Obispo los dio al Señor Ypolito Delgadillo y él agora los a traydo y ya están puestos al momento de la dicha yglesia y en poder de la sacristía de la dicha yglesia y tenía cada uno tres escudos [...].

En los libros de los inventarios se describen los cuatro tapices pertenecientes al grupo del Antiguo Testamento donados por Juan de Fonseca, de los cuales sólo se conservan tres pues el cuarto tapiz (que es de la misma dimensión y del mismo taller) pertenece a otra serie titulada Vicios y Virtudes.

### Temas y personajes
Las representaciones parecen imitar las escenas teatrales de las obras que se venían representando en la época en los jardines o salones de los palacios. Los temas sirven como enseñanza de la doctrina cristiana con la ayuda de personajes alegóricos. Su lectura puede hacerse complicada si se desconoce la técnica de la narración que en ningún caso es lineal. Casi siempre empieza el ciclo en el espacio superior de la izquierda para seguir después en zigzag o saltando de un extremo al otro, o de arriba abajo y después dando un cambio. La escena principal suele estar en el centro y con un tamaño mayor que el resto.
Los personajes reales se mezclan con los simbólicos, situados todos ellos entre hojarascas y representaciones arquitectónicas. En muchos de los casos llevan escrito su nombre sobre la vestimenta, facilitando así la comprensión y la situación. En las esquinas inferiores se ven las figuras de profetas o evangelistas portando filacterias cuyas leyendas están escritas en letra gótica y en latín y que dan título al tapiz correspondiente además de hacer las veces de un resumen de la historia contada.

### Bordura
La bordura está ricamente adornada con ramos de flores de color rojo y rosa fuerte, con margaritas y flores blancas anudadas con cintas rosas. Entre la verdura del follaje pueden verse algunos pajarillos. En esta serie bíblica se ve el escudo del Juan Rodríguez de Fonseca superpuesto en la bordura de la parte de arriba, repetido tres veces, dos en los extremos y una en el centro. No están entremezclados con el tejido por lo que se cree que estos tapices estaban ya confeccionados en los talleres de Bruselas y el obispo no hizo sino adquirirlos. Los escudos no tienen el capelo catedralicio.

### Materiales empleados y técnica
Los tapices fueron urdidos con lana y seda, ejecutados con una técnica perfeccionada y siguiendo fielmente los dibujos de los cartones. Los colores están distribuidos de manera muy harmoniosa entremezclándose los rojos, azules, verdes, ocres y blancos. Se conservan en buen estado; se aprecian algunos retupidos hechos en siglos posteriores (sobre todo en el XVIII) por manos expertas que no alteraron la obra original.

## Descripción de los tapices

### Ex Aegypto vocavi filivm mevm

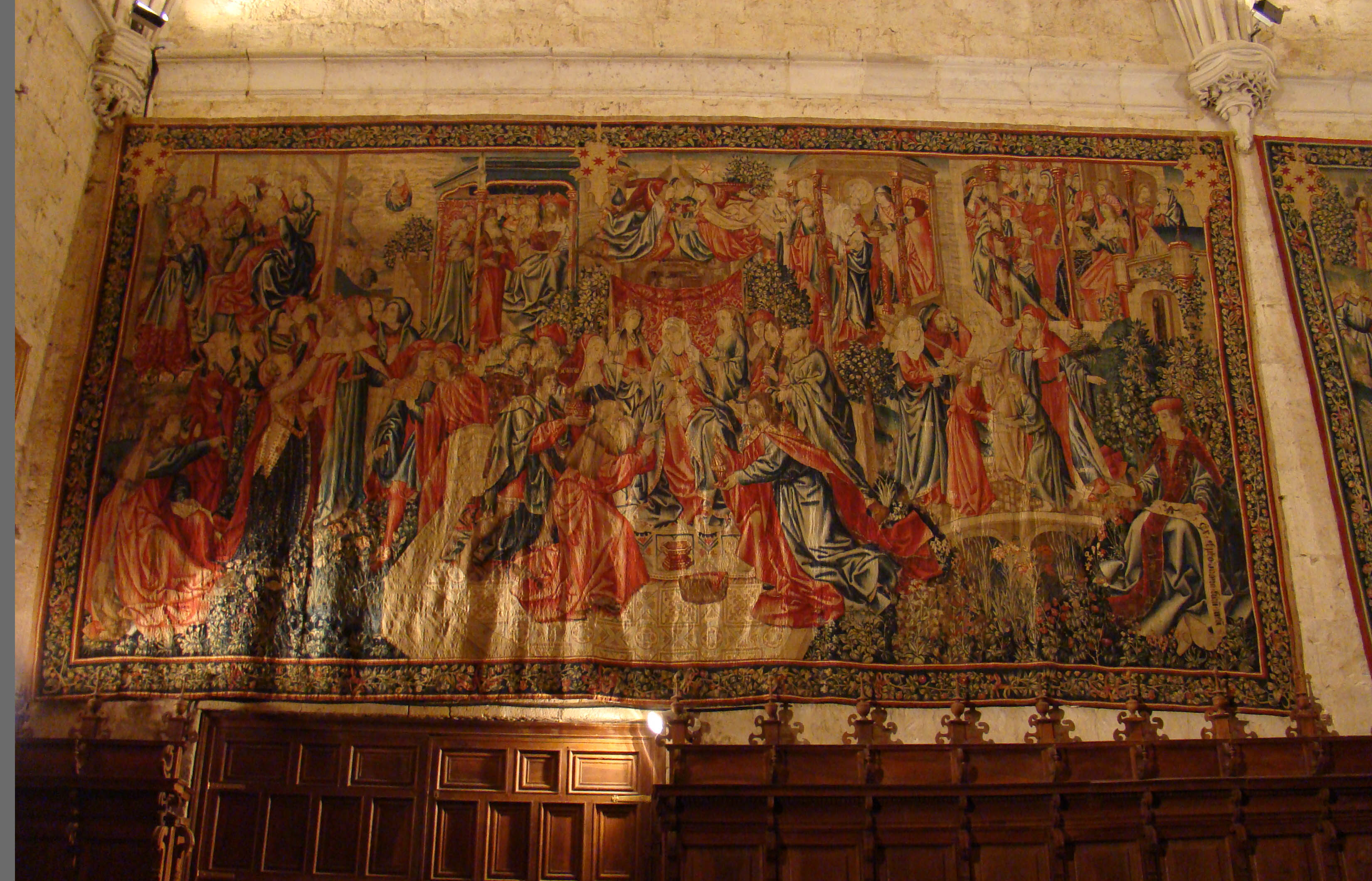
«Desde Egipto llamé a mi hijo»

«De Egipto llamé a mi hijo». Mat. 2, 15.
El tapiz es un resumen de la infancia de Jesús. El personaje que está sentado abajo en el extremo de la derecha presenta esta leyenda del título en su filacteria. El personaje frontero porta una filacteria sin leyenda. Desde su posición está señalando la escena principal con la mano derecha enguantada sobre la que se ven escritas dos letras: 'XV'. Por encima de este personaje hay un grupo de sibilas y sabios que también señalan la escena principal. Se continúa la lectura hacia la derecha, con la escena de la Visitación. Las dos mujeres, María y su prima Isabel se encuentran y se saludan mientras que sus hijos (que todavía no han nacido) forman parte también del encuentro; están representados simbólicamente por las figuras de dos jóvenes, siendo éste un recurso bastante común en el arte. Todos estos personajes llevan escrito su nombre. Los dos jóvenes están sobre un puente que representa otra alegoría en referencia al paso del Antiguo con el Nuevo Testamento.
Desde aquí pasa la lectura a la izquierda del tapiz en la parte alta de la esquina donde se narra la Circuncisión de Jesús; después y en el centro (por ser la principal) está la escena de la Epifanía cuyos personajes se ven encuadrados en una construcción arquitectónica. La Virgen tiene al Niño en brazos mientras los tres Reyes Magos se presentan en actitud de adoración y representando las tres edades del hombre: Melchor, la ancianidad; Gaspar, la madurez; Baltasar, la juventud. En esta época todavía no era costumbre que los Magos representaran las tres razas. Alrededor de los personajes principales aparecen las tres Virtudes (que llevan su nombre escrito) más la Humildad y la Castidad (que también lo llevan). Por encima de la escena principal a derecha e izquierda se ven dos templetes. En uno está narrada la Presentación de Jesús en el Templo y en el otro los Magos ante Herodes. La última escena de este ciclo se sitúa en la esquina superior derecha. Se trata del Niño perdido y hallado en el Templo o Jesús entre los doctores. Mientras todos mantienen una conversación, José y María se van acercando a ellos en actitud doliente.

### Accingere gladio tvo super femur tvvm, potentissime

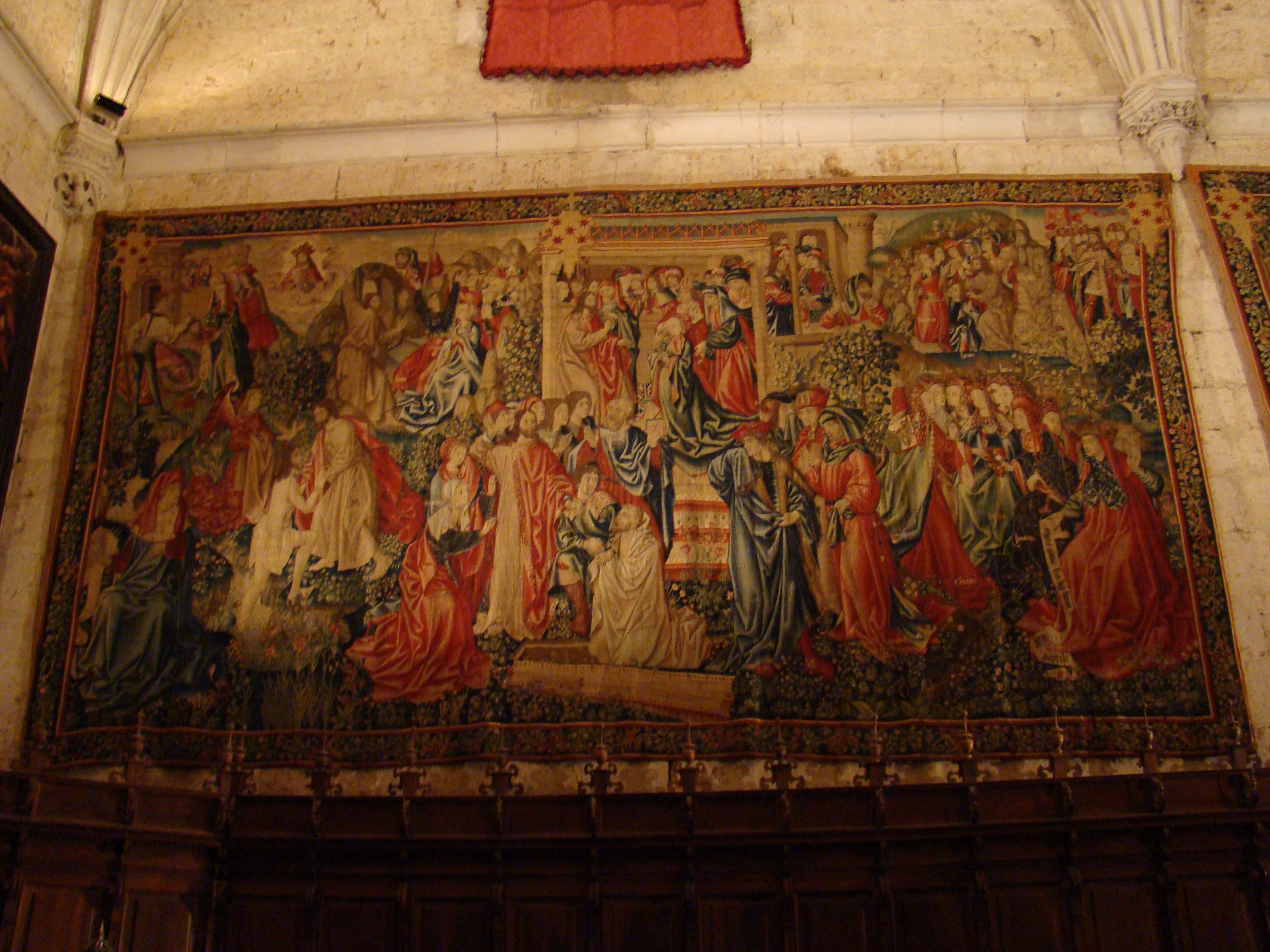
«Ciñe tu espada sobre el muslo, ¡Oh héroe!»

«Ciñe tu espada sobre el muslo, ¡Oh héroe!» Ps 44.
Este título dado al tapiz es exactamente la leyenda de la filacteria del personaje que está sentado a la derecha,frase que corresponde al salmo 44 atribuido tradicionalmente a David. La temática de este tapiz sigue dicho salmo manifestando la vida de Juan el Bautista y algo de la vida de Jesús. La estructura de la narración consta de nueve escenas divididas a su vez en tres espacios verticales a manera de tríptico.
La primera escena narra el Bautismo de Jesús llevado a cabo por su primo Juan. El personaje de la esquina que está sentado y tiene una filacteria sin leyenda gira su cabeza hacia dicha escena como presentándosela al espectador. Algunos pequeños detalles ayudan a la comprensión del relato: la paloma (Espíritu Santo) sobre la cabeza de Jesús, el Padre Eterno, que aparece bendiciendo arriba entre nubes, el ángel arrodillado, que presencia el acto del bautismo, y los lirios simbólicos en el agua del río. Pueden apreciarse unos signos sobre la piedra que emerge del río que han sido interpretados como un nombre escrito en hebreo.
La segunda escena se encuentra en el espacio superior a la primera y narra la decapitación de Juan el Bautista con gran precisión y realismo, con los chorros de sangre que salen del cuerpo tendido en el suelo mientras Salomé recibe la cabeza en una bandeja dorada de manos del verdugo que está representado de espaldas, con la espada de la ejecución en la mano y ataviado con unas calzas ceñidas y una blusa blanca. Detrás de Salomé pueden verse otros dos personajes y en el fondo de la escena, un palacio con una ventana geminada donde se asoman otras dos personas que contemplan el episodio.

### Pvtasne, mortvvs homo rvrsum vivat? Juxta est dies perdicionis

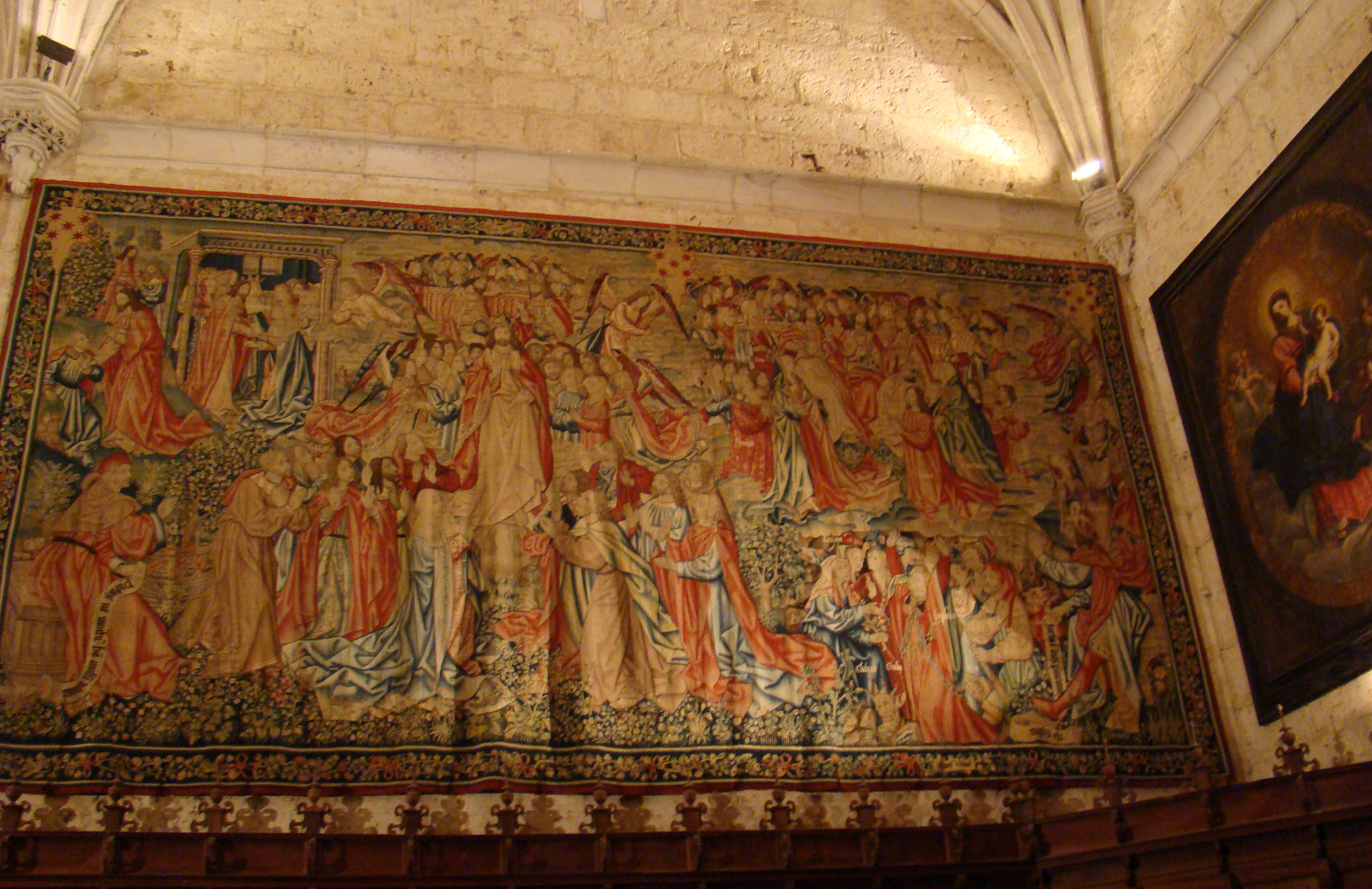
«¿No crees que muerto el hombre volverá a vivir? Cerca está el día de la perdición»

«¿No crees que muerto el hombre volverá a vivir?» XIV, Job; «Cerca está el día de la perdición» Moyses XLV
Se refiere a las quejas que hace Job sobre la muerte. La segunda frase corresponde al Deuteronomio XXXII, 35, aunque en la propia cartela se indica Moyses XLV. Job capítulo XIV. Es el tercer tapiz del tema del Antiguo y Nuevo Testamento. Su lectura comienza en la parte superior izquierda donde se encuentran tres escenas diferenciadas pero muy juntas: el pacto con Jacob, Jesús elige a Pedro, y el pacto del Señor con su Iglesia; esta tercera escena está cobijada por una estructura arquitectónica sujetada por unas columnas que se rematan en piñas que es el símbolo de la unidad de todos los creyentes, dentro del cristianismo. Además de las dos figuras principales (el Señor y la Iglesia que puesta de rodillas recibe un libro envuelto en un rico paño según era costumbre en la época); están también la Humildad y la Caridad (con su nombre escrito sobre el pecho) ambas con corona de oro, más otro grupo de personas. Toda la escena es una alegoría de la alianza mística o desposorios de Cristo con su Iglesia: La Iglesia debe actuar siempre con humildad y caridad.
La lectura continúa desplazándose hacia la derecha donde se encuentra la escena principal colocada casi en medio del tapiz. Su disposición dibuja casi un triángulo. Se trata de la Ascensión del Señor cuya figura protagonista tiene a sus pies a los Apóstoles y a la Virgen, todos en actitud de sorpresa y oración. Desde el punto de vista artístico, la figura de la Virgen destaca por su perfección y riqueza de detalles bordados, con su manto azul ribeteado de una rica cenefa con dibujo de flores, bordada en hilos de oro. Junto a Jesús ascendiendo hay un grupo de personas entremezcladas con los ángeles, que representan las almas de los justos. La figura de Jesús lleva corona imperial y está ricamente ataviada con un manto rojo ribeteado de una cenefa con perlas y sujeto con un broche de oro. Se puede observar el detalle de las huellas de los pies sobre la piedra, como constancia de que en ese momento está ascendiendo. Por encima de su cabeza hay dos figuras, el Padre y el Espíritu Santo, representados aquí con corona real; están rodeados de una multitud de ángeles músicos que llevan sus instrumentos en la mano: flauta, órgano de mesa, viola y laúd. Sobre la orla o bordura puede leerse:

Celos penetrat
la entrada en los cielos

La lectura sigue hacia la derecha hacia el espacio superior restante del tapiz. En la orla o bordura y sobre la misma escena, se lee:

Paravit homini paradisvm
ha preparado el paraíso para el hombre

Es en efecto la representación del paraíso o seno de Abraham con el trono donde están sentados el Padre, el Hijo y el Espíritu Santo en majestad y con corona real, cetro y globo terráqueo, acompañados a derecha e izquierda por la Justicia y la Misericordia (ambas llevan su nombre escrito). La Caridad también está presente, de pie, con un rico tocado y un espléndido manto rojo en la mano, a la espera de colocárselo al hombre que arrodillado ante ella ha sido favorecido por la gracia de Dios representada a su vez por una mujer que tiene bordado en su pecho un gran sol. En la parte de arriba y como remate aparece Abraham con las almas que esperan la liberación prometida de Cristo.
La siguiente y última escena está separada de la anterior por el dibujo de unas nubes. Se sitúa en el ángulo inferior derecho donde San Miguel envía al infierno a todos los vicios. Más abajo están los Infiernos con figuras identificadas por sus nombres correspondientes, acompañados por diversos demonios y todo tipo de animales fantásticos y monstruosos. El tema está apoyado por la leyenda de la pequeña cartela de la bordura que dice:

Infernus ululat
el infierno resuena con alaridos

### Sice illos a facie mea
«Arráncalos de mi presencia»

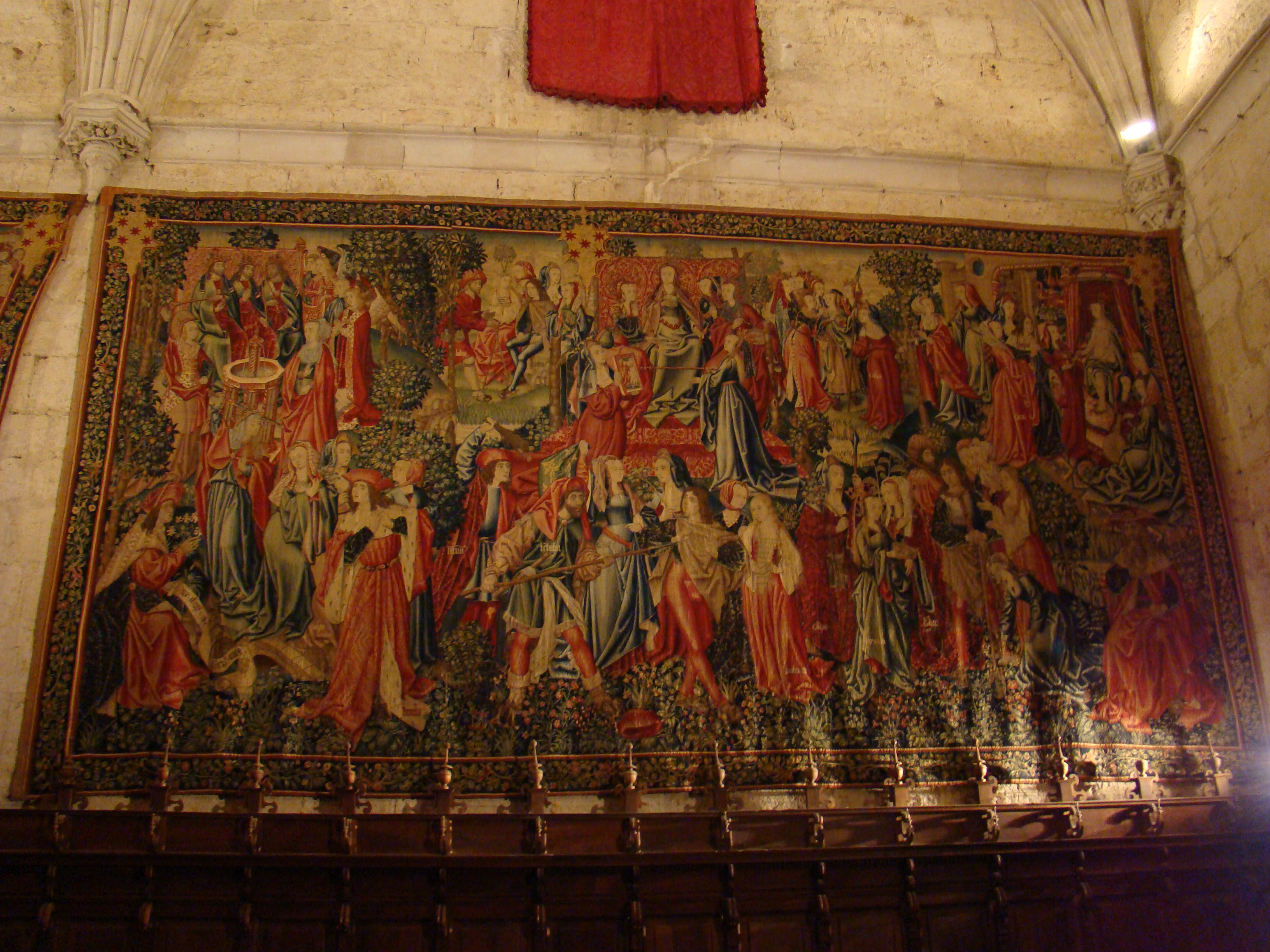
«Arráncalos de mi presencia».

El cuarto tapiz comprado y donado por el obispo Fonseca y perteneciente al ciclo del Antiguo y Nuevo Testamento fue cambiado por este otro que en realidad corresponde a otro ciclo llamado Vicios y Virtudes, sin que se sepa realmente el motivo. El título viene dado en la leyenda de la filacteria que porta el personaje que está sentado en el extremo inferior izquierdo.
La lectura de este tapiz comienza en el extremo superior izquierdo donde la Trinidad está representada por tres personajes exactamente iguales sentados en un escaño cubierto de paño rojo como era costumbre que lo hicieran los reyes. El entorno es un jardín con una fuente en medio como símbolo de la gracia y a un lado y otro, dos mujeres que representan la Obediencia y la Libertad. La narración continúa hacia abajo con la representación de la Justicia con espada levantada en actitud de expulsar de su presencia a un grupo de personas identificadas con su nombre bordado: el Hombre, la Culpa, y la Debilidad.
La siguiente escena hay que buscarla arriba y en la parte central. La Soberbia (que lleva su nombre) está sentada en un trono acompañada de tres damas como representantes de vicios y virtudes y más abajo del escaño está la Culpa que tiene un cuadro en sus manos en el que está pintado Adán expulsado del paraíso y frente a ella, la Lujuria muestra dicho cuadro con un puntero. La lectura continúa a la derecha con la repetición del tema de la lujuria, rodeada de los pecados capitales. La siguiente escena está separada de la anterior por un árbol; se encuentra en la esquina superior derecha, bajo la estructura arquitectónica de un palacio donde está sentada la Lujuria ataviada con una camisa de holanda transparente y un manto azul, semidesnuda pero con corona. Ante ella están el Hombre, la Carne y la Culpa.
Para seguir el orden de la lectura hay que pararse ahora ante la zona central y baja donde se describe la lucha entre el demonio (que ataca con una lanza) y el hombre. En su vestido puede leerse 'Tentador'. Otros personajes son la Carne  y el Mundo. A continuación y siguiendo a la derecha, el hombre descansa tranquilo sobre una pala de trabajo. A su alrededor distintas alegorías tratan de cumplir cada una con su cometido: la Naturaleza, la Razón, la Lujuria, la Carne y la Culpa. El Trabajo está representado por una persona que mira al hombre como invitándole a seguirlo. Para terminar la historia hay volver arriba, junto al trono de la Soberbia, hacia la izquierda. Finalmente puede verse al hombre tranquilo y descansando. Le acompañan la Naturaleza y la Razón mientras que la Carne y la Culpa están distraídas. Vuelve a aparecer la alegría del Trabajo, un personaje que ofrece al Hombre unas muletas que le ayudarán a caminar.

#### Réplica en la Seo de Zaragoza
La catedral de Zaragoza guarda una serie de tapices con el nombre genérico de La Redención o Combate de vicios y virtudes. Uno de los tapices es una réplica exacta de este cuarto tapiz descrito aquí arriba, con idéntica orla o bordura, que lleva el título de Tapiz del Pecado o Las pasiones o Las consecuencias del pecado original en el hombre.

## Tapicería de los talleres de Marc-Crétif. Bruselas
Con los títulos de Historia y letras de la Salve Regina o La Salve Regina se cita en los inventarios de la catedral palentina de 1623 una serie de cuatro tapices que fueron entregados en 1529 por Antonio Rodríguez de Fonseca, hermano del obispo Juan Rodríguez de Fonseca (de 1504 a 1514), siguiendo la voluntad y el testamento de este último. Se encargó de llevar las gestiones el mercader de Burgos Juan López de Calatayud que viajó hasta Flandes para recoger la mercancía:

[...] dhos quatro paños que cuestan los dhos quatrocientos ducados...

El cardenal Fonseca había encargado la confección de estos tapices durante alguna de sus estancias en los Países Bajos, según lo atestiguan sus escudos integrados en la trama del tejido. El tema elegido, basándose en las aclamaciones de María según el Cantar de los Cantares fue muy del gusto del cardenal Fonseca que demostró toda su vida ser un gran devoto de las advocaciones marianas. Esta devoción le impulsó a levantar el altar del trascoro de la catedral palentina dedicándolo a Nuestra Señora de la Compasión con el fin de que se celebrara en él una misa todos los sábados tras la cual vendría el canto solemne de la Salve Regina. Es posible que el encargo de los tapices se hiciera con el propósito de ubicarlos en las paredes del trascoro para ambientar así la ceremonia. El tamaño de los mismos se adapta perfectamente a los muros de este espacio.

### Confección de los tapices
Los tapices llevan en sus orillos la marca B#B, propia de la provincia flamenca de Brabante y de Bruselas. Muestran también el monograma del licero (o autor de la urdimbre) que es similar al que aparece en los tapices del palacio de La Granja de San Ildefonso que llevan el título de Los Triunfos de Petrarca. Se atribuye este monograma a Marc Crétif (conocido también como Cretic, Crété o de Cretico) cuyos talleres gozaban de un gran prestigio; este artista está ampliamente documentado y se sabe que estuvo durante un tiempo al servicio del rey francés Francisco I. Lo mismo ocurre con las cenefas vegetales de las borduras, que son semejantes a dichos tapices de La Granja. No se sabe quién fue el autor de los cartones pintados para la confección de estos tapices. Algunos profesores (entre otros Joaquín Yarza Luaces) creen que pudo ser el propio obispo Fonseca quien diera las instrucciones precisas y bien detalladas, pero el autor directo se desconoce.
La presentación y distribución de las escenas es muy simple y se mantiene casi por igual en los cuatro tapices. Los personajes se mueven en un medio paisajístico muy suave donde pueden verse árboles y arbustos, corrientes de agua, nubes y mucho espacio abierto ambiental, sin el menor asomo de horror vacui, en una colocación horizontal. Estas características son propias del estilo del artista flamenco Bernard van Orley, autor de los tapices ya citados Los Triunfos de Petrarca. Las figuras principales se encuentran situadas siempre arriba y hacia el centro, rodeadas de nubes y a veces de ángeles. A sus pies hay una cartela o filacteria larga con la letra de las aclamaciones de la antífona a María. Muchos otros personajes muestran filacterias escritas de gran longitud.

### Salve Regina
Tapiz confeccionado en 1528 en seda y lana, con un tamaño de 6,52 m por 4,12 m. Es el primero de los cuatro que narran las alabanzas a María.
En la zona inferior y a lo ancho de todo el tapiz se ven dos grupos de orantes afrontados, presididos por un rey y un papa, cuyas respectivas coronas están depositadas en el suelo y delante de ellos. Seis de estas figuras del grupo llevan filacterias con salutaciones y advocaciones marianas.
o mvlier-fortis-a-secvulo-electa-pr 31
pulcherrima-mvlier-can 6º
o-virgo-serpentis-caput-conterens gen 3º
o svb civivs-pedib’-luna-ap 12º
o-coronata-stellis-dvodecim-apo12º
o mvlier-amicta-sole-apo12º
Por encima y ocupando el centro privilegiado se ve la imagen de María con su hijo en brazos y rodeada de cuatro ángeles volanderos; bajo sus pies y en la filacteria horizontal se lee:
El resto del tapiz está ocupado por el suave paisaje con tres árboles grandes, otros pequeños, arbustos, matorrales, casas en lejanía, una colina y un río.

### Ad te clamamus
«A ti clamamos»
Tapiz confeccionado en seda y lana, con un tamaño de 6,46 m por 4,29 m. Es el segundo de los cuatro que narran las alabanzas a María.
María está representada según la descripción apocalíptica, apoyada sobre una luna creciente, tocada de corona con estrellas y enmarcada por un reflejo solar. Está rodeada de nubes entre las que asoman unas cabecitas de querubines; a ambos lados se ven dos ángeles volanderos. A los pies hay una larga filacteria con esta leyenda:
Abajo a la derecha está situado un grupo de personas, tres mujeres y tres hombres, ricamente ataviados que representan a los devotos. Todos ellos llevan filacterias. Los personajes femeninos representan a las mujeres fuertes del Antiguo Testamento y en sus filacterias se lee las leyendas:
o rebecca-potum-dans gen 24º
-o-sara-fecundata-gen-18º
-o-dilecta-rachel gen-2º
Los personajes masculinos pueden representar a profetas y en sus filacterias llevan escritos algunos versículos vinculados con el tema de la salvación.
{{versalita|-o-archa- homines-salvans-gen VI
{{versalita|o-fons rigans-paradisu gen-2º
{{versalita|-o-lignum-vite-gen-2º
A la izquierda y en equilibrio con este grupo hay otro de cuatro personas en actitud orante y gozosa. Todos llevan ricos atuendos a la moda de la época. El paisaje tiene una gran importancia como parte integrante de la narración. Ocupa un segundo plano, como complemento de las escenas narrativas, sin abrumar. Una fuente gótica con vegetación y diminutos animalitos alude al paraíso de los desterrados hijos de Eva. En el lado contrario, pequeñas figuras orantes simbolizan a los hombres ya inmersos en el trabajo, en un poblado en que se ven casas rústicas con techumbre de paja y una torre con una escalera por la que acaba de caerse un hombre. La ambientación vegetal está representada por gran variedad de especies y frondosos árboles que favorecen sin distraer las escenas principales.

### Ella ergo advocata nostra
«Ea, pues, abogada nuestra»
Tapiz confeccionado en seda y lana, con un tamaño de 6,56 m por 4,12 m. Es el tercero de los cuatro que narran las alabanzas a María.
La escena principal se sitúa arriba en el centro. Está formada por tres figuras que representan la Santísima Trinidad. Dios Padre está ricamente ataviado, con cetro en figura de cruz y corona de rey; en su mano izquierda porta el globo terráqueo. A su derecha está situado Jesucristo en actitud orante; entre los dos, la paloma del Espíritu Santo. A su izquierda se ve a María arrodillada y suplicando por la Humanidad. El grupo está enmarcado por unas nubes y a ambos lados se muestran dos ángeles volanderos. La escena horizontal de la parte baja del tapiz está compuesta por personajes femeninos y masculinos, algunos llevando filacterias con leyendas alusivas:
o florida-virga-aaron-nv ivº
ruve –incombvste-exo 3º
-o vellvs-gedeonis-iv viº
-o funda-qva-cadit-goliath-i-re-17
o svnamis-abisac-3-re-
o abigail-pacificans-1 re 25º
Todo está ambientado con un paisaje de árboles frondosos y vegetación de arbustos y matorrales, más un cielo azul y nubes. En la parte de la derecha y casi como una miniatura se ve un poblado en llamas y sus habitantes acuden con grandes gestos hacia la Virgen pidiendo ayuda y protección.

### Et ihesum benedictum
«Y Jesús bendito»
Tapiz confeccionado en seda y lana, con un tamaño de 6,60 m por 4,14 m. Es el cuarto de los cuatro que narran las alabanzas a María.
El tema general es sobre María como mediadora para la salvación de la humanidad. Arriba en la parte central se encuentran de nuevo las tres personas de la Trinidad, sentados en un gran trono y envueltos en el halo solar; a su lado, de rodillas e implorante está María; a los pies hay una larga filacteria con las aclamaciones:
Entre las nubes aparecen dos ángeles volanderos. A la izquierda y en tamaño bastante más pequeño se ve un grupo de personas que están dirigiendo sus oraciones hacia las divinidades.
Toda la línea horizontal de abajo está ocupada como en los tapices anteriores por grupos de personas, seis de las cuales llevan filacterias:
o bersabee-in throno 3º re 3º
o-dilectum-videns can 3º
o-amica-o-columba can viº
o iudith-liberans-iv 14º
o-maria-gratia-plena lv 1º
o hester miserans hes 1º
Otros grupos más alejados y con vestimentas menos elegantes parecen suplicar y orar dirigiéndose a la figura de María. El paisaje sirve aquí también de fondo y de unión entre las escenas. En el centro puede verse la terrible y significativa escena de unos barcos naufragando en el mar como consecuencia de una tempestad.